# Трифун Михаиловић
Трифун Михаиловић (Београд, 3. октобар 1947) је бивши југословенски и српски фудбалер.
Трифун је познат и по свом надимку Трифке којег је добио након играња у Црвеној звезди, Михаиловић је постигао први гол на Маракани у мечу између Црвене звезде и Јединства из Земуна 1963. године. Његово презиме је понекад идентификовано и као Михајловић.